# Église Saint-Pierre de Peyrolles-en-Provence
Pour les articles homonymes, voir Église Saint-Pierre.
L'église Saint-Pierre de Peyrolles-en-Provence est une église située à Peyrolles-en-Provence, dans les Bouches-du-Rhône.

## Histoire

### Moyen Âge
L'église a fait l'objet d'au moins cinq phases de construction avec une première nef romane en berceau brisé est bâtie au XIIe siècle ne comprenant alors que trois travées, dont une de chœur avec son abside en cul-de-four.
À une période inconnue, traditionnellement fixée au règne du roi René (fin du XVème siècle), l'église est agrandie d'au moins trois chapelles, voûtées d'ogives.

### Travaux duXVIIesiècle
Dans la deuxième moitié du XVIIe siècle, l'église s'agrandit de deux chapelles au sud-est, qui sont élevées l'une sur l'autre, sans doute achevées avant 1648. Elles sont dues à la générosité d'Honoré Caire, chirurgien peyrolles, qui a fondé ces deux chapelles sous les titres de "Notre-Dame-du-Saint-Rosaire" (chapelle ajoutée à l'église) et de "Jésus-Marie-Joseph (chapelle donnant dans la rue de l'Église).
Dans les années 1660, l'église étant jugé par l'Archevêque trop petite, celui-ci pousse la communauté des habitants à agrandir voire à démolir l'église pour en construire une neuve, plus dans le goût du siècle et adaptée aux prescirptions du concile de Trente. Un plan semble même avoir été fourni. Malgré l'insistance des Archevêques, et l'octroi par l'un d'eux d'une subvention conséquente à la communauté d'habitants, les travaux se limiteront à un agrandissement d'une travée à l'est pour la nef centrale comme pour les deux bas-côtés, et, sans doute, à l'aménagement des grandes arcades intérieures de la nef. Il est possible que les travaux traînèrent longtemps, à en juger par certains proches-verbaux de visite de la paroisse par l'Archevêque, encore en 1729.

### Aménagements duXIXesiècle
Au XIXe siècle, le décor intérieur de l'église est largement refait : disparition de tous les retables en bois évoqués dans les inventaires du XVIIIème siècle, pose d'autels en marbre, peintures de la chapelle Saint-Joseph (dans l'église) ; enfin, nouvel accès au clocher à l'occasion d'une reprise de la toiture, désormais entièrement couverte en tuiles, sous les ordres de l'architecte Marc Huot (délégué de l'architecte diocésain) en 1876.

### Travaux duXXesiècle
En 1968, le chœur est entièrement réaménagé, le pavé refait, la grille de communion déposée et le maître-autel en bois déplacé dans le chapelle du Rosaire, où l'autel en marbre est démoli.

## Protection
L'église Saint-Pierre, y compris ses décors, et la chapelle Saint-Joseph (sous l'église, donnant dans la rue de l'Église) font l'objet d'une inscription au titre des monuments historiques depuis le 3 septembre 2020.